# Horné Strháre
Horné Strháre és un poble i municipi d'Eslovàquia. Es troba a la regió de Banská Bystrica.

## Història
La primera menció escrita de la vila es remunta al 1243.

## Demografia
| Godina             | 1994 | 2004    | 2014   | 2024   |
| ------------------ | ---- | ------- | ------ | ------ |
| Nombre de persones | 193  | 234     | 244    | 253    |
| Diferència         |      | +21,24% | +4,27% | +3,68% |

| Godina             | 2023 | 2024   |
| ------------------ | ---- | ------ |
| Nombre de persones | 251  | 253    |
| Diferència         |      | +0,79% |